# Alxasava
Alxasava (azerbajdzjanska: Birinci Alxasava) är en ort i Azerbajdzjan.   Den ligger i distriktet Göyçay Rayonu, i den centrala delen av landet, 170 kilometer väster om huvudstaden Baku. Alxasava ligger 41 meter över havet och antalet invånare är 780.
Terrängen runt Alxasava är kuperad åt nordost, men åt sydväst är den platt. Närmaste större samhälle är Geoktschai, 19,2 kilometer väster om Alxasava.
Trakten runt Alxasava består till största delen av jordbruksmark. Runt Alxasava är det ganska tätbefolkat, med 134 invånare per kvadratkilometer.